# トシン・ケヒンデ
トシン・ケヒンデ（1998年6月18日 - ）はナイジェリアのサッカー選手。ポジションはMF。フェレンツヴァーロシュTC所属。

## 経歴
13歳でマンチェスター・ユナイテッドFCのアカデミーに入団する。2018年6月にはクラブとの契約が切れることによって、ヨーロッパ国内外のクラブより興味を示された。同年中に、マンチェスター・ユナイテッドから契約延長のオファーを受け取るもCDフェイレンセと新たに契約を結ぶことを決断した。
2019年7月にはデンマーク・スーペルリーガのラナースFCに期限付き移籍する。2020年8月24日には同クラブと3年契約を結んで完全移籍した。
2023年6月7日、フェレンツヴァーロシュTCに移籍した。

### 代表歴
イングランド代表そしてナイジェリア代表としてプレーする権利を有するが、本人はナイジェリア代表でプレーする意欲を見せている。